# Tejaswini Sawant
Tejaswini Sawant, marathi तेजस्विनी सावंत (ur. 12 września 1980 w Kolhapur) – indyjska strzelczyni, mistrzyni świata.
W 2010 roku podczas mistrzostw świata w Monachium została mistrzynią świata w konkurencji karabinka sportowego 60 strzałów w pozycji leżąc. Uzyskała 597 pkt, tyle samo co Polka Joanna Nowakowska, wyrównując rekord świata. O pierwszym miejscu zawodniczki z Indii zadecydowała większa liczba dziesiątek centralnych. Rok wcześniej w tej konkurencji, również w Monachium wygrała zawody o Puchar Świata.
Jest dwukrotną zwyciężczynią (indywidualnie i w parze z Avneet Sidhu) zawodów podczas Igrzysk Wspólnoty Narodów w Melbourne w 2006 roku w konkurencji 10 m z wiatrówki.
W roku 2011 została laureatką nagrody Arjuna Award.